# Joe Hassett
Pour les articles homonymes, voir Hassett.
Joseph Patrick « Joe » Hassett, né le 11 septembre 1955 à Providence, dans le Rhode Island, est un ancien joueur américain de basket-ball. Il évolue durant sa carrière au poste d'arrière.

## Palmarès
- Champion NBA 1979
- Vainqueur des Jeux panaméricains de 1975